# Craugastor rupinius
Craugastor rupinius is een kikker uit de familie Craugastoridae. De soort werd voor het eerst wetenschappelijk beschreven door Jonathan Atwood Campbell en Jay Mathers Savage in 2000. Oorspronkelijk werd de wetenschappelijke naam Eleutherodactylus rupinius gebruikt.
De soort komt voor in delen van Midden-Amerika en leeft in de landen El Salvador, Guatemala, Mexico en misschien ook Honduras.